# Hvid-pil
Hvidpil (Salix alba), ofte skrevet hvid-pil, er et op til 25 meter højt træ, der i Danmark vokser f.eks. ved bebyggelser, veje, i hegn og langs søer. Den ligner skørpil, men årsskuddene er den første tid tæt silkehårede.

## Beskrivelse
Hvidpil er et stort, løvfældende træ med en åben og uregelmæssigt kuplet krone. Barken er først dækket af sølvagtige silkehår, men ret hurtigt tabes hårene, og barken er gulgrøn og glat med små lysebrune korkporer. Senere bliver den grå, og til sidst kan gamle grene og stammer få en furet, grå bark med smalle barkkamme. Knopperne sidder spredt, og de er tilliggende, smalle, hårløse og gule.
Bladene er elliptiske med fint takket rand. Oversiden er næsten hårløs og græsgrøn, mens undersiden er mere eller mindre gråhvid med tæt hårbeklædning. Høstfarven er gul. Blomstringen sker i maj. Blomsterne er enten hanlige eller hunlige, og da træet er særbo, findes der rent hanlige og rent hunlige individer. Blomsterne er reducerede og sidder samlet i rakler. Frugterne er kapsler med mange frø, som har frøuld.
Rodnettet er tæt og filtagtigt. Da træet har luftkanaler helt ud i rodspidserne, tåler det at stå med rødderne under vand i lange perioder.
Højde x bredde og årlig tilvækst: 25 x 18 m (50 x 50 cm/år). Årstilvæksten er dog væsentligt større i ungdommen, hvor træet kan nå skudlængder på 200-250 cm.

## Voksested
Hvidpil hører hjemme i Europa, nordafrika, Mellemøsten og Centralasien, hvor arten er knyttet til vedvarende fugtige floddale og bredder langs søer og vandløb.
I Danmark er den almindelig på Øerne, mens den findes hist og her i Jylland. Den vokser ved bebyggelse og veje, i hegn og langs søer og åer.

## Varieteter og underarter
- Sølvpil (Salix alba var. sericea)
- Hvidpil (Salix alba ssp. alba )
- Salix alba ssp. caerulea
- Salix alba ssp. vitellina

## Anvendelse
Hvidpil kan anvendes både som hjælpetræart og som blivende træ i læplantninger. Det kan blive op til 25 m højt og er et bredkronet træ. Træet er lyskrævende. Det tåler kraftig beskæring.
Af inderbarken fra hvidpil kan laves et afkog der er svagt smertestillende. Dette fordi barken indeholder salicylsyre. Acetylsalicylsyre som er et derivat af salicylsyre indgår i håndkøbslægemidler. Hvidpil er den art af piletræerne som skulle indeholde den største mængde af salicylsyre 